# Jake Schimenz
Jake Schimenz (Brown Deer, 1999) è un giocatore di football americano statunitense, di ruolo quarterback.
Ha giocato a football americano nella squadra della sua high school, passando poi al baseball negli anni di college. Dopo l'università ha ricominciato a giocare a football, prima in Brasile (ai Limeira Tomahawk e ai Recife Mariners), poi in Europa, dove ha vinto il titolo polacco con i Bydgoszcz Archers per poi passare ai tedeschi Allgäu Comets, di nuovo in Polonia con i Kraków Kings, una seconda volta in Germania - prima ai Kiel Baltic Hurricanes e poi ai Lübeck Cougars - intervallata dall'apparizione alla finale del campionato rumeno con i Mures Monsters.

## Palmarès

### Club
- Campionato polacco di football americano: 1

Bydgoszcz Archers: 2021.